# Artystone
Artystone (altgriechisch Ἀρτυστώνη, elamisch Irtašduna, altpersisch *Rtaštuna) war eine Tochter des persischen Königs Kyros II., Schwester oder Halbschwester von Atossa und eine Gattin des Dareios I. Sie lebte vom Ende des 6. bis zu Beginn des 5. Jahrhunderts v. Chr.

## Leben
Artystone war die Tochter des Kyros II.; ihre Mutter war wahrscheinlich Kassandane. Sie wurde deshalb der persischen Dynastie der Achämeniden zugeordnet. Dareios I. bezeichnete sie nach der Heirat als „seine Lieblingsgemahlin“. Ihrem Gatten gebar sie die Söhne Arsames und Gobryas.
In Persepolis aufgefundene elamische Verwaltungsdokumente, die Verwaltungsarchive von Persepolis, tragen ihr Siegel. Nach diesen Zeugnissen gehörten Ländereien in der Persis zu ihrem Besitz und wurden von Gutsverwaltern verwaltet. Die zweimal als Prinzessin (elamisch dukšiš) titulierte Artystone erhielt große Zuwendungen im Auftrag des Königs durch die Verwaltung von Persepolis. Es ist unklar, ob die Waren für private Feste oder den Unterhalt ihrer Anwesen verwendet wurden. Ihr Gatte Dareios I. zeigte ihr seine Verehrung, indem er eine goldene Statue von ihr aufstellen ließ.